# Royaume de Gorre
Pour les articles homonymes, voir Gorre (homonymie).
Le royaume de Gorre est un territoire imaginaire, cité dans la légende arthurienne. Il a pour capitale la ville de Bade et pour roi, le seigneur Bademagu. Méléagant, prince de ce royaume, retient Guenièvre prisonnière.
Selon Chrétien de Troyes (Lancelot ou le Chevalier de la charrette), il est dit que ce royaume n'est accessible que par deux ponts : le Pont sous l'Eau (Pont Immergé) et le Pont de l'Épée, qui n’avait jamais été traversé avant Lancelot, venu libérer Guenièvre.
Le royaume de Gorre peut être vu comme une transposition de l'Autre Monde des Celtes.
Le mot « Gorre » résulte peut-être d'une altération de voirre (« verre »), auquel cas le pays de Gorre pourrait aussi être assimilé à l'île de Verre des récits celtiques. Le rapprochement avec la région nord-brittonique de Goreta (*wo-red- "sous-le-courant) est très possible aussi.  
Urien est également considéré comme le roi de Gorre dans certains romans arthuriens.

## Note
1. ↑  Mireille Séguy, Lancelot, éditions Autrement, Paris, 1996, p. 164.
2. ↑  Alain J. Raude, L'origine géographique des Bretons Armoricains, Lorient, Dalc'homp soñj, 1996, s.v.